# Armando González (canoísta)
Armando González (Vigo, 8 de agosto de 1931 – Vigo, 7 de dezembro de 2022) foi um canoísta espanhol. Representou a Espanha nos Jogos Olímpicos de Verão de 1960.

## Biografia
Armando González nasceu em Vigo, cidade da província de Pontevedra, no ano de 1931. Passou a dedicar-se ao esporte da canoagem, passando a integrar o clube náutico do município, o Real Club Náutico de Vigo (RCN Vigo).
Nos Jogos Olímpicos de Verão de 1960, realizados na capital da Itália, Roma, integrou a delegação espanhola. Juntamente com os atletas espanhóis Franco Cobas, Emilio García, José Méndez e Alberto Valtierra integrou a equipe de quatro atletas. Nas quartas de final, a equipe espanhola disputou uma vaga que dava acesso a semifinal ante as seis equipes que disputavam, porem não obtiveram êxito, sendo a última classificada na chave que sagrou a delegação italiana como classificada.
Foi casado com Mary Carmen Alonso, que conheceu em Sevilha.

### Morte

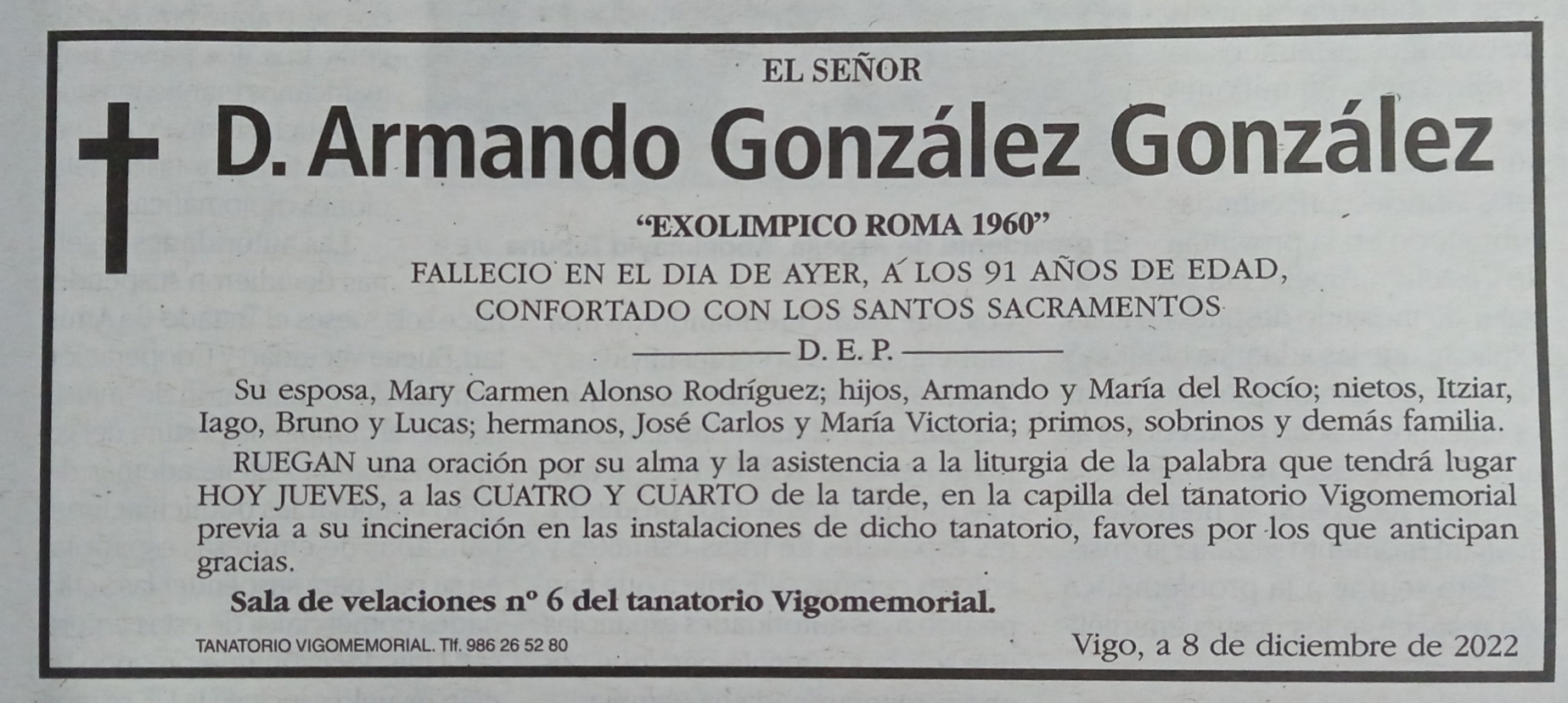
Obituário de Armando González publicado no jornal Faro de Vigo.

González morreu aos noventa e um anos de idade na cidade de Vigo. Deixou sua esposa Carmen, e seus dois filhos, Armandito e María del Rocío e quatro netos, Itziar, Yago, Bruno e Lucas.